# 蟻二郎
蟻 二郎（あり じろう、1929年10月27日 - 1996年1月1日）は、アメリカ文学者、批評家、太陽社社長。本名・三宅二郎。
兵庫県姫路市出身。東京外国語大学英米科卒業、東京大学英文科大学院修了、群馬大学勤務。1961年、磯田光一、小野二郎、近藤耕人、柘植光彦、中井多津夫らと第16次『新思潮』（晶文社）を創刊、1964年まで続いた。1971年、明治大学専任講師を辞任。
1967年、出版社・太陽社を興し、大学の語学テキストのほか、アメリカ文学や、ヒッピー文化に関する翻訳、自らの著作を刊行する。1979年、神保町で古書店「ワンダーランド」を開いた。
雑誌『新批評』に、英文科教授平井正穂から不当な扱いを受けたとして告発文を発表した。柄谷行人と親しく、中上健次にも会ったことがあるが、中上は蟻を「あいつ、不良だよ」と言っていたという。
太陽社は1990年代に刊行を再開、現在も出版活動を行っている。
また、「ワンダーランド」も未亡人が営業を継続したが1999年ごろに閉店。なお、高円寺で古本酒場「コクテイル」を経営している狩野俊は、蟻二郎の死去後に「ワンダーランド」の店員をしていた。

## 著書
- 『W・フォークナーの小説群 その<全体化>理論の展望』南雲堂, 1966年
- 『アメリカのニグロ作家たち』太陽社, 1968年
- 『幻覚芸術 LSD、サイケデリック、ラブ・イン』晶文社, 1970年
- 『変身 神話・民話・SF』晶文社, 1973年
- 『肥満児』 太陽社, 1974
- 『帰らざるウエスターン』晶文社, 1977年
- 『ニューヨークの魅力 さまざまなメルティング・ポットが織りなすビッグ・アップル』 太陽社, 1991

## 共編
- 柄谷行人,森常治と共編『現代批評の構造 通時批評から共時批評へ』思潮社, 1971年

## 翻訳
- ローレンス・S・ホール「岩棚」, 『O.ヘンリー賞作品集』太陽社, 1972年
- エリザベス・C・キャンドラー, ラルフ・ロバーツ『血族たち コカ・コーラ 初代のファミリィから四世代まで』西村摩耶（摩野）と共訳, 太陽社, 1993